# Utetheisa fasciata
Utetheisa fasciata là một loài bướm đêm thuộc phân họ Arctiinae, họ Erebidae.